# Pornprasert Prasook
Pornprasert Prasook (thailändisch พรประเสริฐ ผมสุข) ist ein thailändischer Fußballspieler.

## Karriere
Pornprasert Prasook erlernte das Fußballspielen in der Jugendmannschaft von Chiangrai United. Hier unterschrieb er 2014 auch seinen ersten Vertrag. Der Verein aus Chiangrai spielte in der höchsten Liga des Landes, der Thai Premier League. Sein Profidebüt gab er am 23. Juli 2014 im Auswärtsspiel bei Buriram United. Hier wurde er in der 84. Minute für Pichitphong Choeichiu eingewechselt. Das war auch sein einziges Erstligaspiel für Chiangrai.
Seit dem 1. Januar 2015 ist er vertrags- und vereinslos.